# Quenquém-de-cisco-da-amazônia
Acromyrmex hystrix é uma espécie de inseto do gênero Acromyrmex, pertencente à família Formicidae.

## Subespécies
- Acromyrmex hystrix hystrix (Latreille, 1802)
- Acromyrmex hystrix ajax (Forel, 1909)[2]